# Acacia tysonii
Acacia tysonii — вид квіткових рослин з родини бобових. Ареал: Австралія (Західна Австралія).

## Середовище
Вид має розсіяне поширення, зростаючи на піщано-глинисто-суглинкових ґрунтах, часто на вапняку або кальциті або навколо них.

## Біоморфологічна характеристика
Це стрункий кущ або дерево, що зазвичай виростає до висоти від 1,5 до 6 метрів. Волохаті гілочки мають блідо-жовті нові пагони, які з віком набувають сріблястого кольору завдяки волосяному покриву. Тонкі, гладенькі, сіро-зелені філодії мають вузькоеліптичну або вузько довгасту форму, з довжиною від 2 до 4,5 см та шириною від 4 до 10 мм, з помітною центральною жилкою та крайовими жилками. Цвіте з червня по вересень жовтими квітками. Суцвіття китицеподібні, розташовані групами по два-чотири штуки, мають кулясті квіткові голови, що містять від 25 до 30 яскраво-золотистих квіток. Гладкі червоні або темно-коричневі стручки, що утворюються після цвітіння, нагадують нитку намистин у довжину від 5 до 10 см і вшир від 8 до 13 мм. Тьмяно-коричневе насіння всередині має кулясту форму й довжину від 7 до 10 мм.